# Yusuf Dadoo
Yusuf Mohamed Dadoo (5 de setembre de 1909 a Krugersdorp – 19 de setembre de 1983) va ser un polític sud-africà musulmà d'origen indi i activista contra l'apartheid. Va ser president tant del Congrés Indi de Sud-àfrica com del South African Communist Party, i va propugnar la cooperació amb l'African National Congress. Va ser líder de la Defiance Campaign i defensor en el Judici de Traïció (Treason Trial) de 1956. Al final de la seva vida es va exiliar a Londres on va ser enterrat en el cementirit Highgate Cemetery a pocs metres de la tomba de Karl Marx.